# نظام معلومات التأشيرة
نظام معلومات تأشيرة الاتحاد الأوروبي (Visa Information System) هو قاعدة بيانات تحتوي على معلومات، بما في ذلك القياسات الحيوية، بشأن طلبات التأشيرة من قبل مواطني الدول الأخرى الذين يحتاجون إلى تأشيرة لدخول منطقة شنغن.
تم إنشاء النظام في يونيو 2004 بموجب قرار مجلس الاتحاد الأوروبي 2004/512 / EC.
بدأ تطبيق نظام المعلومات على أساس إقليمي، اعتبارًا من 11 أكتوبر 2011 مع دول شمال إفريقيا.
يتعين على المتقدمين الجدد للحصول على تأشيرة شنغن الذهاب إلى أقرب قنصلية للاتحاد الأوروبي لإعطاء معلوماتهم البيومترية (10 بصمات أصابع وصورة للوجه)، والتي يتم إدخالها بعد ذلك في النظام وتظل صالحة لمدة خمس سنوات. يتم تخزين المعلومات مركزيًا في قاعدة بيانات في ستراسبورغ (مع موقع احتياطي في النمسا) مما يسمح بإجراء فحوصات عند نقاط العبور الحدودية على أن الشخص الذي يحمل تأشيرة المقاييس الحيوية هو الشخص الذي تقدم بطلب للحصول عليها.
يمكن إجراء نوعين من عمليات البحث: التحقق وتحديد الهوية، وكلاهما يتم تنفيذه بواسطة نظام المطابقة البيومترية المنفصل. يتكون التحقق من التحقق من أن بصمات الأصابع الممسوحة ضوئيًا عند نقطة العبور الحدودية تتوافق مع البصمات المرتبطة بسجل المقاييس الحيوية المرفق بالتأشيرة (المدة حوالي ثانيتين). يتكون تحديد الهوية من مقارنة البصمات المأخوذة عند نقطة عبور الحدود مع محتويات قاعدة البيانات بأكملها (مدة تصل إلى 10 دقائق).
منذ دخوله حيز التشغيل، بدأ تطبيق نظام المعلومات تدريجياً في جميع القنصليات الوطنية، منطقة تلو الأخرى. في 20 نوفمبر 2015، أكملت جميع الدول المرتبطة بشنغن بدء تشغيل النظام في جميع القنصليات الوطنية. في 29 فبراير 2016، أغلقت جميع نقاط العبور الحدودية الرسمية في الاتحاد الأوروبي نظام معلومات التأشيرة. ومن المتوقع أن يحتوي نظام المعلومات على حوالي 70 مليون طلب تأشيرة وسجلات بيومترية بكامل طاقته.
يهدف النظام إلى منع تزوير التأشيرات من قبل المتقدمين بين الدول الأعضاء في الاتحاد الأوروبي وتسهيل عمليات الفحص في نقاط العبور الحدودية الخارجية وداخل أراضي الدول الأعضاء، مما يساعد في تحديد الأشخاص المدرجين في القائمة. الهيئات التي يمكنها الوصول إلى نظام المعلومات هي: القنصليات وسلطات الشرطة من الدول الأعضاء واليوروبول. قد يتم نقل البيانات إلى دول ثالثة أو منظمات دولية فقط في حالة استثنائية طارئة، بموافقة الدولة العضو التي أدخلت البيانات. يساعد النظام أيضًا السلطات المختصة باللجوء في الدول الأعضاء.

## روابط خارجية
- ملخصات تشريعات الاتحاد الأوروبي> العدل والحرية والأمن> حرية تنقل الأشخاص واللجوء والهجرة> حرية تنقل الأشخاص واللجوء والهجرة
- مجلس الاتحاد الأوروبي> شنغن
- اللائحة (EC) رقم 767/2008 الصادرة عن البرلمان الأوروبي والمجلس بتاريخ 9 يوليو 2008 بشأن نظام معلومات التأشيرات (VIS) وتبادل البيانات بين الدول الأعضاء بشأن تأشيرات الإقامة القصيرة (لائحة VIS)